# Ömerdüz, Ayancık
Ömerdüz là một xã thuộc huyện Ayancık, tỉnh Sinop, Thổ Nhĩ Kỳ. Dân số thời điểm năm 2011 là 31 người.